# Kolarstwo na Letnich Igrzyskach Olimpijskich 1904 – 1/4 mili
Wyścig na 1/4 mili był jedną z konkurencji kolarskich na Letnich Igrzyskach Olimpijskich 1904. Wyścigi zostały rozegrane 3 sierpnia 1904 r. Zawodnicy rywalizowali na trasie 1/4 mili (około 400 m).
W zawodach uczestniczyło 11 kolarzy. Wszyscy pochodzili ze Stanów Zjednoczonych Ameryki.

## Wyniki

### Runda 1
Czołowa dwójka z każdego wyścigu awansowała do półfinału.
| Miejsce | Zawodnik         | Państwo           | Czas | Uwagi |
| ------- | ---------------- | ----------------- | ---- | ----- |
| 1.      | Teddy Billington | Stany Zjednoczone | 36,0 | QS    |
| 2.      | Frank Bizzoni    | Stany Zjednoczone |      | QS    |

| Miejsce | Zawodnik       | Państwo           | Czas | Uwagi |
| ------- | -------------- | ----------------- | ---- | ----- |
| 1.      | Marcus Hurley  | Stany Zjednoczone | 35,6 | QS    |
| 2.      | Frank Montaldi | Stany Zjednoczone |      | QS    |
| 3.      | Oscar Schwab   | Stany Zjednoczone |      |       |

| Miejsce | Zawodnik       | Państwo           | Czas | Uwagi |
| ------- | -------------- | ----------------- | ---- | ----- |
| 1.      | Oscar Goerke   | Stany Zjednoczone | 34,8 | QS    |
| 2.      | Arthur Andrews | Stany Zjednoczone |      | QS    |
| 3.      | Fred Grinham   | Stany Zjednoczone |      |       |

| Miejsce | Zawodnik           | Państwo           | Czas | Uwagi |
| ------- | ------------------ | ----------------- | ---- | ----- |
| 1.      | Burton Downing     | Stany Zjednoczone | 35,2 | QS    |
| 2.      | Henry Wittmann     | Stany Zjednoczone |      | QS    |
| 3.      | Anthony Williamsen | Stany Zjednoczone |      |       |

### Półfinały
Czołowa dwójka z każdego półfinału awansowała do finału.
| Miejsce | Zawodnik         | Państwo           | Czas | Uwagi |
| ------- | ---------------- | ----------------- | ---- | ----- |
| 1.      | Marcus Hurley    | Stany Zjednoczone | 34,8 | QF    |
| 2.      | Teddy Billington | Stany Zjednoczone |      | QF    |
| 3. - 4. | Frank Bizzoni    | Stany Zjednoczone |      | [ 1 ] |
| 3. - 4. | Frank Montaldi   | Stany Zjednoczone |      | [ 1 ] |

| Miejsce | Zawodnik       | Państwo           | Czas | Uwagi |
| ------- | -------------- | ----------------- | ---- | ----- |
| 1.      | Oscar Goerke   | Stany Zjednoczone | 33,4 | QF    |
| 2.      | Burton Downing | Stany Zjednoczone |      | QF    |
| 3. - 4. | Arthur Andrews | Stany Zjednoczone |      | [ 1 ] |
| 3. - 4. | Henry Wittmann | Stany Zjednoczone |      | [ 1 ] |

### Finał
| Miejsce | Zawodnik         | Państwo           | Czas | Uwagi |
| ------- | ---------------- | ----------------- | ---- | ----- |
|         | Marcus Hurley    | Stany Zjednoczone | 31,8 |       |
|         | Burton Downing   | Stany Zjednoczone |      |       |
|         | Teddy Billington | Stany Zjednoczone |      |       |
| 4.      | Oscar Goerke     | Stany Zjednoczone |      |       |